# Правило Кромвеля
Правило Кромвеля гласит, что следует избегать использования априорной вероятности равной 0 («событие точно не произойдет») или 1 («событие обязательно произойдет»), за исключением случаев, когда она применяется к утверждениям, которые являются логически истинными или ложными, например, 2 + 2, равно 4 или 5.
Правило было так названо статистиком Деннисом Линдли в честь Оливера Кромвеля, благодаря его известной цитате из письма к Генеральной Ассамблее Церкви Шотландии 5 августа 1650:

Заклинаю вас всеми страстями христовыми — задумайтесь на минуту о том, что можете ошибаться.
Оригинальный текст (англ.)I beseech you, in the bowels of Christ, think it possible that you may be mistaken.

Как говорил Линдли, при присваивании исходной вероятности должно «оставить небольшую вероятность того, что Луна будет сделана из зелёного сыра; она может составлять всего 1 на миллион, но обязана быть, так как в противном случае даже армия астронавтов вернувшаяся с образцами этого сыра не изменит вашего мнения». Аналогичным образом, при оценке вероятности того, что подбрасывание монеты приведет к выпадению, либо орлом либо решкой, также существует вероятность, хотя и исчезающе малая, что монета упадет на ребро и останется в этом положении.
Если априорная вероятность, изначально присвоенная гипотезе, строго равна 0 или 1, то, согласно теореме Байеса, апостериорная вероятность (вероятность гипотезы, учитывая доказательства) также (по формуле) будет строго равна 0 или 1; никакие доказательства, какими бы сильными они ни были, не смогут повлиять.
Более строгая версия правила Кромвеля, примененная также к утверждениям арифметики и логики, изменяет первое правило вероятности с неравенства 0 ≤ Pr(A) ≤ 1 до 0 < Pr(A) < 1.

## Байесовская расходимость (пессимистичная)
Пример байесовского расхождения во мнениях описан в Приложении A к книге Шарона Берча МакГрэйна 2011 года. Есть условный незнакомец с тремя монетами: две из них обычные, «честные» монеты и одна «нечестная», с орлами с обеих сторон. Незнакомец бросает одну из своих монет три раза, и каждый раз она выпадает орлом. Есть условные Тим и Сьюзан, не соглашающиеся относительно того, бросил ли незнакомец, одну из двух честных монет или нечестную.
Тим предполагает, что незнакомец выбирал монету случайным образом, то есть по априорному распределению вероятностей, у каждой монеты был 1/3 шанс быть выбранной. Применяя байесовский вывод, Тим затем вычисляет что с вероятностью 80% результат с тремя последовательными орлами был получен с использованием «нечестной» монеты, поскольку у «честной» монеты шанс выпасть три орла подряд — 1/8, тогда как у «нечестной» монеты шансы 8/8. Из 24 одинаково вероятных исходных сценариев, выпадение монеты тремя орлами оставляет всего 10 трактовок: 2 варианта, где это была одна из «честных» монет и 8 вариантов для «нечестной» монеты. Итого 8/10 = 80 %. Если проводится больше бросков, каждый последующий орел увеличивает вероятность того, что монета будет «нечестной». Если решка не появляется, эта вероятность постепенно сходится к 1. Но если решка когда-либо случится, то вероятность того, что монета «нечестная», немедленно перейдет к 0 и останется на 0 навсегда.
Сьюзен предполагает, что незнакомец выбрал «честную» монету (таким образом априорная вероятность, что брошенная монета является «нечестной», равна 0). Следовательно, Сьюзен вычисляет вероятность того, что три (или любое другое количество последовательных орлов) были брошены «нечестной монетой», должно быть 0; при дальнейшем выпадении орлов, Сьюзен все равно не изменит свою исходную вероятность. Вероятности Тима и Сьюзен не начнут сходиться, по мере того как все больше и больше орлов выпадает.

## Байесовская сходимость (оптимистичная)
Пример байесовской сходимости мнений представлен в книге Нейта Сильвера 2012 года «The Signal and the Noise: Why so many predictions fail — but some don’t». Там утверждается: «Абсолютно ничего полезного не будет осознано, когда человек, который считает, что вероятность чего-либо ноль процентов, спорит с другим человеком, который считает, что вероятность этого же равна 100 процентов», Сильвер описывает симулирование ситуации, в которой три инвестора начинают с первоначальные предположений в 10 %, 50 % и 90 % уверенности, что фондовый рынок сейчас находится на подъёме; к концу моделирования «все инвесторы приходят к выводу, что рынок действительно сейчас на подъёме с почти 100-процентной уверенностью».